# Heilig Kruisprocessie
De Heilig Kruisprocessie was in het ancien régime het belangrijkste gebeuren in de stad Veurne. De Belgische stad is momenteel bekend voor zijn Boetprocessie.
De Heilig Kruisprocessie wordt al vermeld in 1241. Ze ging uit op 3 mei, de dag van de  Kruisvinding. Aan de basis ligt de verering van een reliek van het Heilig Kruis, die vermoedelijk door Diederik van de Elzas in de 12e eeuw aan het Sint-Walburgakapittel van Veurne geschonken werd. Een legende verwijst naar een belofte van graaf Robrecht II van Jeruzalem, die op terugreis van de Eerste Kruistocht met een storm af te rekenen kreeg, maar dit is ongeloofwaardig. De Heilig Kruisprocessie werd massaal bijgewoond door de prelaten uit de regio en lokte veel volk. In 1627 profiteerde de Duinenabdij hiervan om tersluiks uit Veurne-Ambacht weg te trekken. De Heilig Kruisprocessie bestond nog met enige luister tot aan de Eerste Wereldoorlog, maar genoot intussen minder aanzien dan de Boetprocessie.